# Satcom 1R
O Satcom 1R (também chamado de Satcom 6) foi um satélite de comunicação geoestacionário construído pela GE Astro, ele esteve localizado na posição orbital de 139 graus de longitude leste e era operado pela RCA Satcom (posteriormente renomeada para GE Satcom). O satélite foi baseado na plataforma AS-3000.

## História
RCA-SATCOM 6 foi o sétimo de uma série de satélites de comunicações comerciais da RCA-GLOBCOM lançados em uma órbita geoestacionária a partir do Cabo Canaveral. O foguete Delta funcionou nominalmente, colocando o satélite e seu motor de apogeu (ABM) na órbita de transferência desejada que permitiu os sistemas de propulsão para atender os objetivos da missão.

## Lançamento
O satélite foi lançado com sucesso ao espaço no dia 11 de março de 1983, por meio de um veículo Delta-3924, lançado a partir da Estação da Força Aérea de Cabo Canaveral, na Flórida, Estados Unidos. Ele tinha uma massa de lançamento de 1.120 kg.

## Capacidade e cobertura
O Satcom 1R era equipado com 24 (mais 4 de reserva) transponders em banda C para fornecer serviços de transmissões via satélite aos Estados Unidos.